# Галас Іван Іванович
Іван Іванович Галас (20 лютого 1933 р.) — народний депутат України 1-го скликання.

## Біографія
Народився 20 лютого 1933 р, в с. Гребля Іршавського району, Закарпатської області в сім'ї селян. Закінчив Львівський зооветеринарний інститут за спеціальністю зоотехнік.
З 1948 р. працював різноробом у колгоспі ім. Й. В. Сталіна, с. Гребля. З 1949 р. навчався у Вілоцькій зооветеринарній школі Виноградівського р-ну Закарпатської обл. З 1950 р. — зоотехнік колгоспу ім. В. І. Леніна, с. Заріччя Іршавського р-ну. З 1952 р. проходив строкову військову службу.
З 1955 р. працював зоотехніком колгоспу «Перше травня», Іршавський р-н. З 1957 р. — голова колгоспу «Червоний партизан», с. Чорний Потік Іршавського р-ну, а з 1969 р. — голова колгоспу «Верховина», с Загаття Іршавського р-ну.
З 1991 р. — заступник начальника Іршавського районного відділення ВО «Іршавсадвинпром».
Одружений, має дітей.

## Політична діяльність
З 1975 р. — другий секретар Іршавського РК КПУ. З 1977 р. — голова Іршавської районної ради. З 1980 р. — перший секретар Іршавського РК КПУ Закарпатської обл.
Член КПРС з 1957 р., депутат сільських, районних та обласних рад.
18 березня 1990 р. обраний народним депутатом України, набравши у 2-му турі 50,14 % голосів, 6 претендентів (Закарпатська обл., Іршавський виборчий округ № 171).
До груп, фракцій не входив.
Член Комісії ВР України з питань агропромислового комплексу.
Кандидат у народні депутати України Верховної Ради XIII скликання.

## Нагороди
Нагороджений орденами Трудового Червоного Прапора, Дружби народів, чотирма медалями.